# Artur Chilingárov
Artur Nikoláyevich Chilingárov (en ruso: Арту́р Никола́евич Чилинга́ров; Leningrado, actual San Petersburgo, 25 de septiembre de 1939 - Moscú, 1 de junio de 2024) fue un explorador ruso del Ártico y el Antártico, uno de los más grandes oceanógrafos rusos, científico, estadista y político, doctor en Ciencias Geográficas y miembro correspondiente de la Academia de las ciencias de Rusia, Héroe de la Unión Soviética y Héroe de la Federación de Rusia.

## Biografía
Dos años después de su nacimiento, la ciudad de Leningrado se vio sitiada por el ejército alemán y bombardeada indiscriminadamente y el pequeño Artur y su familia se vieron enfrentados a las funestas penurias del asedio.
Chilingárov trabajó mucho tiempo en puestos de trabajo ordinarios: Miembro del Instituto de Investigación del Ártico y el Antártico, ingeniero hidrólogo en el laboratorio Tiksi, en la desembocadura del río Lena. Su iniciativa, dedicación al trabajo de organizador y la habilidad de llevarse bien con las personas fueron notados.
En 1963 se graduó de ingeniero en la Escuela de Ingeniería Naval de Leningrado (hoy la Academia Marítima del Estado - Almirante Makárov) con especialización en oceanografía. Luego comenzó a trabajar en el desarrollo del astillero en el Báltico. Entre 1970-1980, Chilingárov fue designado para ocupar altos cargos en la Comisión Estatal de Hidrometeorología de la URSS, siendo jefe de la administración territorial en Ámderma (Nenetsia) y posteriormente vicepresidente de la comisión.

### Estudios y logros principales
- 1963 - Estudia el océano Ártico y el medio ambiente oceánico en calidad de ingeniero hidrológico, trabajando en el observatorio de investigación en el pueblo de Tiksi.

- 1965 – Es elegido primer secretario del Komsomol RK Bulunsky de la República Socialista Soviética Autónoma de Yakutia. En la historia del Komsomol, sólo fue el secretario de Distrito.

- 1969- 1971 - Es jefe responsable de la expedición científica de alta latitud al Norte-21. Los resultados le permitieron la oportunidad de utilizar todo el año la Ruta del Mar del Norte en su totalidad. Se desempeñó como jefe de las estaciones «NP-19» y «SP-22».

- 1971 - Es nombrado jefe de la base antártica Bellingshausen en la 17.ª Expedición Antártica Soviética.

- 1974-1979 - Jefe de la Administración de Hidrometeorología y Control Ambiental de Ámderma.

- 1979- 1986 - Jefe de personal y de las instituciones de formación, miembro de la junta directiva de la Comisión Estatal de Hidrometeorología y Control Ambiental de la URSS.

- 1982 - Por medio la presidenta de la Unión de Sociedades de Amistad y Relaciones Culturales con el Extranjero; la cosmonauta Valentina Tereshkova, Chilingárov fue convertido en presidente de la sociedad «URSS – Canadá».

- 1986-92 – Fue Vicepresidente de la Comisión Estatal de Hidrometeorología y Control Ambiental de la URSS, y Director para asuntos del Ártico, Antártico y los océanos. Jefe de una expedición científica con rompehielos de propulsión nuclear de la clase Sibir (Siberia), hasta el Polo Norte y un vuelo transcontinental a bordo de un IL-76 sobre la Antártida.

- 1993-1996 - Diputado de la Duma Estatal en la primera vuelta, siendo miembro de la «Nueva Política Regional - Duma-96»; Vicepresidente de la Duma del Estado; miembro del Comité de Defensa; Presidente de la auditoría de los privilegios de uso de los diputados de la Duma de Estado y los empleados de la Oficina de la Duma de Estado y Presidente de la Asociación Rusa de exploradores polares.

- 1999 - Dirigió un vuelo a gran altura y larga duración a un helicóptero multiuso Mi-26, la prueba demostró el gran potencial de las aeronaves de ala rotatoria, para utilizarse en la región central del Océano Ártico.

- 2001 - Fue uno de los curadores de la conferencia «El Ártico sobre el umbral del tercer milenio: las nuevas tareas», celebrada en octubre de ese año en Bruselas en los límites de la Unión Europea, los EE. UU., Rusia, Canadá.

- 2002 - Chilingárov encabezó el vuelo de un avión monomotor Antonov An-3, hacia el Polo Sur. Demostrando el uso técnico eficaz de los aviones ligeros en el escudo de hielo de la Antártida: un logro importante en el contexto de la retirada de Rusia en la Antártida. Sin embargo, el transporte IL-76 en el que el Antonov An-3 llegó desde Rusia para la expedición, no podía alejarme del glaciar de regreso a casa. Los expertos explicaron que el modelo del vehículo era muy viejo y hace mucho necesitaba haber sido reemplazado. La producción de IL-76 prácticamente ha cesado. Los estadounidenses se encargaron de enviar los miembros de la expedición en sus propios aviones. Chilingárov ha hecho mucho por el desarrollo turíastico del Ártico, organizando viajes aéreos al Polo Norte y aterrizando en el hielo con cientos de personas, a menudo niños.

- 2000-2003 - Miembro de la Duma Estatal en la tercera vuelta: miembro del grupo de diputados de las «Regiones de Rusia (Unión de los Diputados Independientes) y Vicepresidente de la Duma del Estado».

- 2003 - Chilingárov consiguió la apertura de la estación a largo plazo «Polo Norte-32», la primera después de la salida del programa de investigación en el Ártico en 1991.

- Desde 2003 - Miembro de la Duma Estatal de la convocatoria de sesiones, siendo miembro del Presídium de la facción Rusia Unida; Vicepresidente de la DG y miembro del Comité de la Duma para la Defensa Estado.

- 2007 - Realizó dos importantes expediciones polares. A la cabeza de la FSB, con Nikolái Pátrushev, voló hacia el Polo Sur en un helicóptero. En agosto del mismo año, el sumergible Mir-1 de fabricación soviética, conducido por Anatoli Sagalévich y con siete investigadores, se sumergió hasta el fondo del océano Ártico a más 4.300 m de profundidad, cerca del Polo Norte,[3] con la orden de plantar la bandera de titanio de la Federación Rusa en el fondo,[4] reclamando que el «El Ártico es ruso, debemos probar que el Polo Norte, es una extensión territorial de Rusia».[5]

En julio de 2008, Rusia anunció que el envío de dos pequeños sumergibles Mir-1 y Mir-2, para descender una milla hacia el fondo del Lago Baikal y realizar pruebas geológicas y biológicas en un ecosistema único. Chilingárov estuvo programado para unirse a 60 inmersiones en total.
El 29 de julio de 2008, Chilingárov participó en una inmersión a una profundidad de 1580 m en el lago Baikal, sin llegar al récord establecido en 1.637 m. El 10 de enero de 2008 se le concedió el título de Héroe de la Federación de Rusia «por el coraje y heroísmo demostrado, en condiciones extremas y la conclusión exitosa de la operación “altas latitudes del Ártico en la expedición de aguas profundas (Programa Árktika 2007)», en la reunión general de la Academia de las ciencias de Rusia, fue elegido miembro correspondiente de la misma.

## Condecoraciones y reconocimientos
- Héroe de la Unión Soviética (14 de febrero de 1986) - por ejecutar de forma ejemplar los objetivos para la liberación del buque de investigación "Mijaíl Somov" en el hielo de la Antártida, el sabio liderazgo del equipo en las operaciones de rescate, durante el período a la deriva, por su valentía y el heroísmo.
- Héroe de la Federación de Rusia (9 de enero de 2008) - por el valor y heroísmo mostrado en condiciones extremas, y éxito de la expedición del alta latitud ártica en aguas profundas.[8]
- Orden al Mérito por la Patria de 3.er grado (12 de junio de 2007) - por participar activamente en las actividades legislativas y el éxito de la expedición de alta latitud de aire hasta el Polo Sur.
- Orden al Mérito Naval (27 de enero de 2003) - por su gran contribución al estudio, desarrollo y uso de los océanos.
- Orden de Lenin
- Orden de la Bandera Roja del Trabajo
- Orden de la Insignia de Honor
- Honrado Meteorólogo de Rusia (11 de febrero de 2005)
- Premio Estatal de la URSS - por el desarrollo de métodos en las operaciones de carga y descarga rápidas en hielo de la Península de Yamal.
- Orden de la Estrella Polar (Yakutia, 25 de noviembre de 2002).
- Orden de San Mesrop Mashtots (Armenia, 17 de septiembre de 2008) - en relación con el 17.º aniversario de la independencia de la República de Armenia.
- Orden de Bernardo O'Higgins, Chile (2006).[9]
- Orden de la Amistad (Osetia del Sur, 19 de junio de 2009) - por su gran contribución al fortalecimiento de las relaciones de amistad y cooperación entre los pueblos, promoviendo activamente el desarrollo de la democracia y el parlamentarismo en la República de Osetia del Sur y prestar asistencia práctica a sus ciudadanos para garantizar los derechos de voto.
- Medalla de Anania Shirakatsi (Armenia, 31 de octubre de 2000) - por su contribución a la consolidación y desarrollo de Armenia y la amistad con Rusia.
- Orden del Príncipe San Daniel de Moscú grado II (Iglesia ortodoxa rusa, 2009) – en reconocimiento por el trabajo, su participación activa en el desarrollo de la vida eclesial y en relación con su 70 cumpleaños.[10]
- Medalla "símbolo de la ciencia" (2007).

## Actividad política
Diputado de la Duma Estatal de Rusia, desde la primera convocatoria hasta la cuarta (1993-95, 1995-99, 1999-2003, 2003 -) (en una sola circunscripción Nenets mandato n.º 218 (Nenets AO)), Vicepresidente de la Duma Estatal – la primera convocatoria de sesiones, copresidente del público Asociación de Regiones de Rusia, Presidente de Rusia, Reino Industrial (Partido Roppen), un miembro del Consejo Supremo del Partido Rusia Unida.

## Participación en actividades públicas
- Presidente de la Asociación de exploradores polares en 1990 (anterior a la Asociación de exploradores polares Soviética).
- Miembro del Club de Exploradores (fundada en los EE. UU. en 1905).
- Miembro de la Real Sociedad Geográfica Británica.
- Copresidente del Fondo Internacional para la ayuda humanitaria y la cooperación.
- Miembro de la Sociedad "Rusia - Armenia".
- Presidente del Club Parlamentario de Rusia parlamentario "en la Duma Estatal de la Asamblea Federal de Rusia (desde 2001).